# Festival acadien international de Par-en-Bas
Le Festival acadien international de Par-en-Bas (FAIPEB) est un événement estival qui se tient sur deux semaines pour célébrer le patrimoine acadien du Sud-ouest de la Nouvelle-Écosse et les artistes de l’Acadie locale et internationale.  La région de Par-en-Bas, ou Argyle, est connue pour être la plus ancienne région acadienne encore habitée par des Acadiens.  Les festivités présentent les traditions culturelles à travers la musique, la danse, la langue, la gastronomie, le cinéma et les ateliers historiques.

## Historique
La création du Festival acadien international de Par-en-Bas est le résultat de la fusion des quatre festivals acadiens de la région d’Argyle qui, pour bien des années, ponctuaient le calendrier estival des gens de Buttes-Amirault, Pubnico-Ouest, Sainte-Anne-Du-Ruisseau et Wedgeport.  Le festival rassemble ainsi une soixantaine d’activités  et permet de se présenter à un plus large public.
- 25 juin 2008 : La première édition du festival a lieu au Village historique acadien de Pubnico-Ouest.
- 10 juillet 2009 : La deuxième édition à Wedgeport a accueilli près de 7000 participants.